# Idzi Maria od św. Józefa
Idzi Maria od św. Józefa, właśc. Franciszek Antoni Pontillo, wł. Francesco Antonio Postillo (ur. 16 listopada 1729 w Tarencie we Włoszech, zm. 7 lutego 1812 w Neapolu) – włoski franciszkanin, furtian, święty Kościoła katolickiego.
Wstąpił w bardzo młodym wieku do Bractwa Królewskiego Matki Bożej Różańcowej w kościele San Domenico Maggiore. Kiedy miał 18 lat, w 1747 roku zmarł jego ojciec – wówczas pracował w sklepie brata swojej matki. W dniu 27 lutego 1754 roku został przyjęty do klasztoru franciszkanów Bosych, gdzie przyjął imię Idzi Maria.
Zmarł 7 lutego 1812 roku, mając 82 lata w opinii świętości.
Papież Pius IX ogłosił go czcigodnym w dniu 24 lutego 1868 roku.
Został beatyfikowany przez papieża Leona XIII w dniu 5 lutego 1888 roku, a kanonizował go Jan Paweł II w dniu 2 czerwca 1996 roku. W procesie kanonizacyjnym uznano cud za jego wstawiennictwem – w 1937 roku została uzdrowiona Angela Mignogna z raka kosmówki.
Jest patronem miasta Toranto.
Wspomnienie liturgiczne św. Idziego obchodzone jest w dzienną pamiątkę śmierci. Polski Kościół katolicki wspomina świętego 8 lutego.